# Caryocolum oculatella
Caryocolum oculatella is een vlinder uit de familie tastermotten (Gelechiidae). De wetenschappelijke naam is voor het eerst geldig gepubliceerd in 1930 door Thomann.
De soort komt voor in Europa.